# Kleiner Algenfarn
Der Kleine Algenfarn (Azolla mexicana), von Aquarianern auch Feenmoos genannt, ist eine Pflanzenart aus der Gattung der Algenfarne innerhalb der Familie der Schwimmfarngewächse (Salviniaceae). Die Art ist taxonomisch umstritten und wird von verschiedenen Taxonomen in unterschiedlicher Abgrenzung und unter unterschiedlichen wissenschaftlichen Namen geführt. Ihre Heimat ist Nord- und Mittelamerika. In Mitteleuropa gilt die Art als, unbeständiger, Neophyt.

## Merkmale
Der Kleine Algenfarn ist eine auf der Wasseroberfläche schwimmende Wasserpflanze mit kurzem, vollständig beblättertem Rhizom und einfachen und unverzweigten Wurzeln. Die Blätter sind grün oder rötlich gefärbt. Die rosettigen Einzelpflanzen besitzen einen Durchmesser von 1 bis 1,5 Zentimeter. Auf der Oberseite sind zweireihig kleine, einander überlappende, schuppenartige Blätter sichtbar, die wechselständig an den gabelteilig (dichotom) verzweigten Sprossen sitzen. Bei genauerer Beobachtung ist erkennbar, dass die Blätter zweigeteilt sind, jedes besteht aus einem auf der Wasseroberfläche schwimmenden Oberlappen und einem untergetauchten, selten ebenfalls schwimmenden Unterlappen. Die Oberseite der Oberlappen ist dicht mit papillösen Haaren besetzt und dadurch unbenetzbar.
Wie typisch für die ganze Verwandtschaftsgruppe, werden die Sporen in rundlichen, von einer sterilen Hülle umgebenen Organen gebildet, die Sporokarpien genannt werden, diese stehen paarweise in den Blattachseln. Die, mit einem Schwimmkörper versehenen, Makrosporen („weibliche“ Sporen des heterosporen Farns) sitzen einzeln in den Sporangien. Die zahlreichen „männlichen“ Mikrosporen werden in rundlichen Paketen freigesetzt, die Massulae genannt werden. Dabei sind zahlreiche Sporen in ein schaumartiges Perispor eingehüllt, das außen zahlreiche kleine Widerhaken trägt, die Glochidien genannt werden. Die Art bleibt aber meist steril und vermehrt sich vegetativ, Sporangien werden meist nur in sehr dichten Beständen, gegen Ende der Wuchssaison, gebildet.
Als vegetative Unterscheidungsmerkmale zum in Europa viel häufigeren Großen Algenfarn (Azolla filiculoides) werden angegeben: schwimmender Blattoberlappen zugespitzt, nicht abgerundet, mit schmalem (nicht breiten) Hautrand. Die Arten der Gattung Azolla sind allerdings variabel und vielgestaltig und anhand dieser Merkmale nicht verlässlich bestimmbar. Wichtige Bestimmungsmerkmale für eine genaue Ansprache sind: Haare auf der Blattoberseite (Papillen) aus zwei Zellen bestehend, Glochidien mit mindestens zwei Querwänden (Septen) gekammert, Oberfläche der Makrosporen uneben, mit zahlreichen grubenartigen Einsenkungen. Der taxonomische Wert auch dieser und einer Reihe weiterer Merkmale ist zwischen verschiedenen Bearbeitern umstritten, so dass eine genaue Bestimmung zurzeit nur Spezialisten möglich ist. Eine mögliche Abgrenzung, die aber nicht von allen Botanikern akzeptiert wird, findet sich in der Flora von Nordamerika.

## Taxonomie
Die Art gehört innerhalb der Gattung Azolla in eine Gruppe, die meist als Sektion Azolla gefasst wird; diese wurde neben morphologischen auch in phylogenomischen Studien als monophyletische Einheit erkannt. Anzahl und Abgrenzung der Arten innerhalb der Sektion sind aber umstritten, zusätzlich ist auch der korrekte Name der unterschiedenen Pflanzensippen zwischen verschiedenen Taxonomen strittig, so dass verschiedene Einheiten mit demselben Namen oder unterscheidbare Taxa mit zwischen verschiedenen Bearbeitern jeweils unterschiedlichen Namen bezeichnet werden. Aufgrund dieser Konfusion ist es bei veröffentlichten Angaben, die Azolla-Arten betreffen, schwierig zu sagen, welche Sippe jeweils gemeint ist. Verschiedene Bearbeiter unterschieden innerhalb der Sektion Azolla, neben der Typusart Azolla filiculoides unter anderem die Arten Azolla caroliniana Willd., Azolla cristata Kaulf., Azolla microphylla Kaulf. und Azolla mexicana Presl. In einer einflussreichen Revision anhand morphologischer Merkmale kamen Evrard und van Hove 2004 zu dem Schluss, dass in Nordamerika nur zwei Arten der Sektion unterscheidbar seien (dies hatte der Botaniker Georg Heinrich Mettenius schon 1867 einmal vorgeschlagen). Die zweite Art, die alle Namen mit Ausnahme von Azolla filiculoides umfassen würde, müsste ihrer Auffassung nach aus Gründen der Priorität Azolla cristata Kaulf. (Syn.: Azolla caroliniana auct. non Willd.) genannt werden. Ein großes Problem ist unter anderem, dass das Typusexemplar von Azolla caroliana eine nicht sporenbildende Pflanze ist, wodurch eine Bestimmung und ein Vergleich mit später unter diesem Namen gefassten Sippen unsicher sind. Eine genetische Untersuchung durch Jill Reid und Kollegen unterschied drei, eine kombinierte morphologische und genetische durch Ana Pereira und Kollegen wieder vier Arten. In einer weiteren genetischen Untersuchung erwiesen sich Azolla mexicana und Azolla microphylla als gegeneinander paraphyletisch, bilden also vermutlich nur eine Art. Der Name Azolla cristata wurde auch für (Kaschmir) eingeschleppte Pflanzen in Nordindien verwendet, die Christopher Roy Fraser-Jenkins als neue Unterart zu Azolla filiculoides stellte, worin ihm viele Botaniker gefolgt sind. Für die Algenfarne Nordamerikas, die nicht zu Azolla filiculoides gehören, sind nach wie vor verschiedene Namen in Gebrauch, darunter neben Azolla mexicana und Azolla caroliniana auch Azolla cristata und Azolla microphylla. Es gibt genetische Hinweise darauf, dass das, was unter dem Namen Azolla caroliniana (auct. non Willd.) läuft, eine Sippe hybriden Ursprungs ist, was aufgrund morphologischer Merkmale ebenfalls schon vermutet worden ist.
In Europa wurde für die zweite, aus Amerika eingeschleppte Art, die zur Unterscheidung vom Großen Algenfarn als Kleiner Algenfarn bezeichnet wird traditionell meist Azolla caroliniana genannt. In neuerer Zeit wird hier meist der Name Azolla mexicana verwendet. In der Standardliste der Farn- und Blütenpflanzen wird zurzeit keine dieser Arten für Deutschland anerkannt.

## Verbreitung
Der Kleine Algenfarn, Azolla mexicana ist in mehreren voneinander getrennten (disjunkten) Teilgebieten in Nord- und Mittelamerika, vermutlich auch im nördlichen Südamerika, verbreitet. In Nordamerika liegen die Vorkommen vor allem im Westen (unter Einschluss der Great Plains), in Arizona, Arkansas, California, Colorado, Illinois, Iowa, Kansas, Minnesota, Missouri, Nebraska, Nevada, New Mexico, Oklahoma, Oregon, Texas, Utah, Washington, und Wisconsin, mit nördlicher Verbreitungsgrenze in British Columbia (Kanada). Im östlichen und südöstlichen Nordamerika schließt das Vorkommen von Azolla caroliniana s. str. an.
Von seinem natürlichen Verbreitungsgebiet ist die Art in zahlreiche Regionen der Welt mit ähnlichem Klima verschleppt worden. So tritt sie recht häufig in Südafrika auf. Bei den europäischen Vorkommen von Algenfarnen ist aufgrund der taxonomischen Probleme die Zuordnung zu einer der Arten schwierig, ältere Angaben ohne kritische Prüfung werden oft generell als unglaubwürdig verworfen. Dadurch besteht die Gefahr, dass es sich bei einigen Vorkommen in Süd- und Südosteuropa, die als Großer Algenfarn aufgeführt werden, in Wirklichkeit um diese Art handelt.
Während der Große Algenfarn inzwischen in Deutschland weit verbreitet ist und wegen unerwünschter Ausbreitung in die Schwarze Liste invasiver Arten des Bundesamts für Naturschutz aufgenommen worden ist, ist der Kleine Algenfarn nur wenige Male, bisher immer unbeständig, angegeben worden.

## Ökologie und Standort
Die Art bildet Schwimmblattdecken auf stehenden oder sehr langsam fließenden Gewässern, in Europa meist gemeinsam mit Wasserlinsen-Arten (Lemna spp.). Wie auch der Große Algenfarn, bevorzugt sie warme, nährstoffreiche Gewässer. Beide Arten treten oft gemeinsam, vergesellschaftet mit der ebenfalls neophytischen Lemna turionifera auf. Durch das höhere Wärmebedürfnis und die geringere Frosthärte ist die Art nach Norden hin ökologisch anspruchsvoller.
Wie der Große Algenfarn ist die Art Wirtsart des pflanzenfressenden Rüsselkäfers Stenopelmus rufinasus.